# Dimayor 2012
El Campeonato Oficial Copa club kino DIMAYOR 2012 fue la trigésima cuarta edición de la mayor competición de la División Mayor del Básquetbol de Chile. Fue disputada entre el 22 de septiembre de 2012 y el 8 de diciembre de ese mismo año.
El torneo tuvo como nuevos participantes a los equipos de CD Tinguiririca SF, DuocUC, Virginio Gómez y Municipal Quilicura. Todos estos fueron equipos invitados para jugar esta liga.
Contó con la participación de ocho equipos de seis ciudades del país y el campeón fue la Universidad de Concepción, quien consiguió su cuarta corona de liga

## Formato
El formato de este torneo será distinto al anterior:
- 1° Fase: El torneo comienza en la primera fase con una temporada regular, que contara con la participación de todos los equipos, es decir 8. Estos equipos se enfrentarán entre sí en un formato de todos contra todos en 2 ruedas, donde se clasifican en una tabla de esta misma cantidad de equipos.

- 2° Fase: Los 4 primeros equipos de la tabla de posiciones se clasificarán a la segunda fase. Esta fase del torneo será con la modalidad de play-offs, donde se enfrentarán los 4 equipos clasificados en semifinales y finales, siendo campeón el equipo ganador de esta.

## Equipos participantes
| Nombre                    | Ciudad     | Fundación | Gimnasio                           |
| ------------------------- | ---------- | --------- | ---------------------------------- |
| Universidad Católica      | Santiago   | 1937      | Estadio Palestino                  |
| Liceo Mixto               | Los Andes  | 2000      | Gimnasio Juan Muñoz Herrera        |
| Universidad de Concepción | Concepción | 1994      | Casa del Deporte                   |
| CD Tinguiririca SF        | Santiago   | 2011      | Gimnasio Municipal de San Fernando |
| DUOC UC                   | Santiago   | 2010      | Gimnasio Municipal de San Bernardo |
| Municipal Quilicura       | Quilicura  | 2011      | Gimnasio Municipal de Quilicura    |
| Virginio Gómez            | Los Andes  | 2011      | Gimnasio Municipal                 |
| San Luis de Quillota      | Quillota   | 1919      | Instituto Rafael Ariztía           |

## Tabla de posiciones
Aquí está la tabla de posiciones. Actualizada a la fecha 14, ya terminada a fase regular.
| Pos | Equipo              | Pts | PJ | G  | P  | PF   | PC   | PPF   | PPC  | DIF  |
| --- | ------------------- | --- | -- | -- | -- | ---- | ---- | ----- | ---- | ---- |
| 1   | Liceo Mixto         | 26  | 14 | 12 | 2  | 1068 | 879  | 82,2  | 69,0 | 171  |
| 2   | Tinguiririca        | 26  | 14 | 12 | 2  | 952  | 73,3 | 1,179 | 157  | 151  |
| 3   | U. de Concepción    | 24  | 14 | 10 | 4  | 1131 | 936  | 88,6  | 72,1 | 198  |
| 4   | U. Católica         | 21  | 14 | 7  | 7  | 888  | 955  | 76,5  | 74,9 | 19   |
| 5   | Duoc UC             | 21  | 14 | 7  | 7  | 991  | 979  | 65,7  | 74,5 | -106 |
| 6   | San Luis            | 18  | 14 | 4  | 10 | 968  | 983  | 73,6  | 76,5 | -35  |
| 7   | Virginio Gómez      | 17  | 14 | 3  | 11 | 894  | 1085 | 69,1  | 76,3 | -171 |
| 8   | Municipal Quilicura | 15  | 14 | 1  | 13 | 859  | 1128 | 66,5  | 85,7 | -230 |

- Equipos en celeste clasificarán a los Play-offs.

## Play-offs
Aquí está la fase final de play-offs. Se jugarán las fechas de éstos el 14 de noviembre (la ida) y entre el 17 y 18 de noviembre la vuelta. Serán al mejor de tres partidos.
Las parejas de equipos clasificados a los play-ofss fueron:
- Liceo Mixto (1°) vs. Universidad Católica (4°)
- CD Tinguiririca SF (2°) vs. Universidad de Concepción (3°)

|  | Semifinales               | Semifinales               | Semifinales               |                           |             | Final       | Final | Final |  |
|  |                           |                           |                           |                           |             |             |       |       |  |
|  |                           |                           |                           |                           |             |             |       |       |  |
|  | Liceo Mixto               | Liceo Mixto               | 2                         |                           |             |             |       |       |  |
|  | Liceo Mixto               | Liceo Mixto               | 2                         |                           |             |             |       |       |  |
|  | Universidad Católica      | Universidad Católica      | 1                         |                           |             |             |       |       |  |
|  | Universidad Católica      | Universidad Católica      | 1                         |                           | Liceo Mixto | Liceo Mixto | 2     |       |  |
|  |                           |                           |                           |                           | Liceo Mixto | Liceo Mixto | 2     |       |  |
|  |                           |                           | Universidad de Concepción | Universidad de Concepción | 3           |             |       |       |  |
|  | CD Tinguiririca SF        | CD Tinguiririca SF        | Universidad de Concepción | Universidad de Concepción | 3           | 1           |       |       |  |
|  | CD Tinguiririca SF        | CD Tinguiririca SF        |                           |                           |             | 1           |       |       |  |
|  | Universidad de Concepción | Universidad de Concepción | 2                         |                           |             |             |       |       |  |
|  | Universidad de Concepción | Universidad de Concepción | 2                         |                           |             |             |       |       |  |
|  |                           |                           |                           |                           |             |             |       |       |  |

## Campeón
| Campeón Universidad de Concepción 4º título |

## Goleadores
Lista de los 5 máximos goleadores. Fecha de actualización: 5 de diciembre.
| Jugador         | Equipo                    | Puntos |
| --------------- | ------------------------- | ------ |
| Terrel Taylor   | Universidad de Concepción | 435    |
| Evandro Arteaga | Universidad de Concepción | 411    |
| Kenneth Jones   | CD Tinguiririca           | 370    |
| Jon Avery       | Liceo Mixto               | 348    |
| Allan Sheppard  | CD Tinguiririca           | 291    |